# Federico Olóriz Aguilera
Federico Miguel de la Santísima Trinidad Olóriz Aguilera (Granada, 9 de octubre de 1855-Madrid, 28 de febrero de 1912) fue un médico e investigador español.

## Biografía
Nacido en 1855, ingresa con dieciséis años en la Facultad de Medicina de la Universidad de Granada. Tras licenciarse, trabaja en el Hospital de San Juan de Dios, donde llega a director, al tiempo que desarrolla sus investigaciones sobre anatomía, que le llevarán a ocupar la cátedra del área en la Universidad Central de Madrid. Allí mantiene contacto con figuras reconocidas como Ramón y Cajal, pudiendo trabajar en campos como la antropología (estudia el índice cefálico en España) y el tratamiento del cólera (véase: Pandemias de cólera en España).

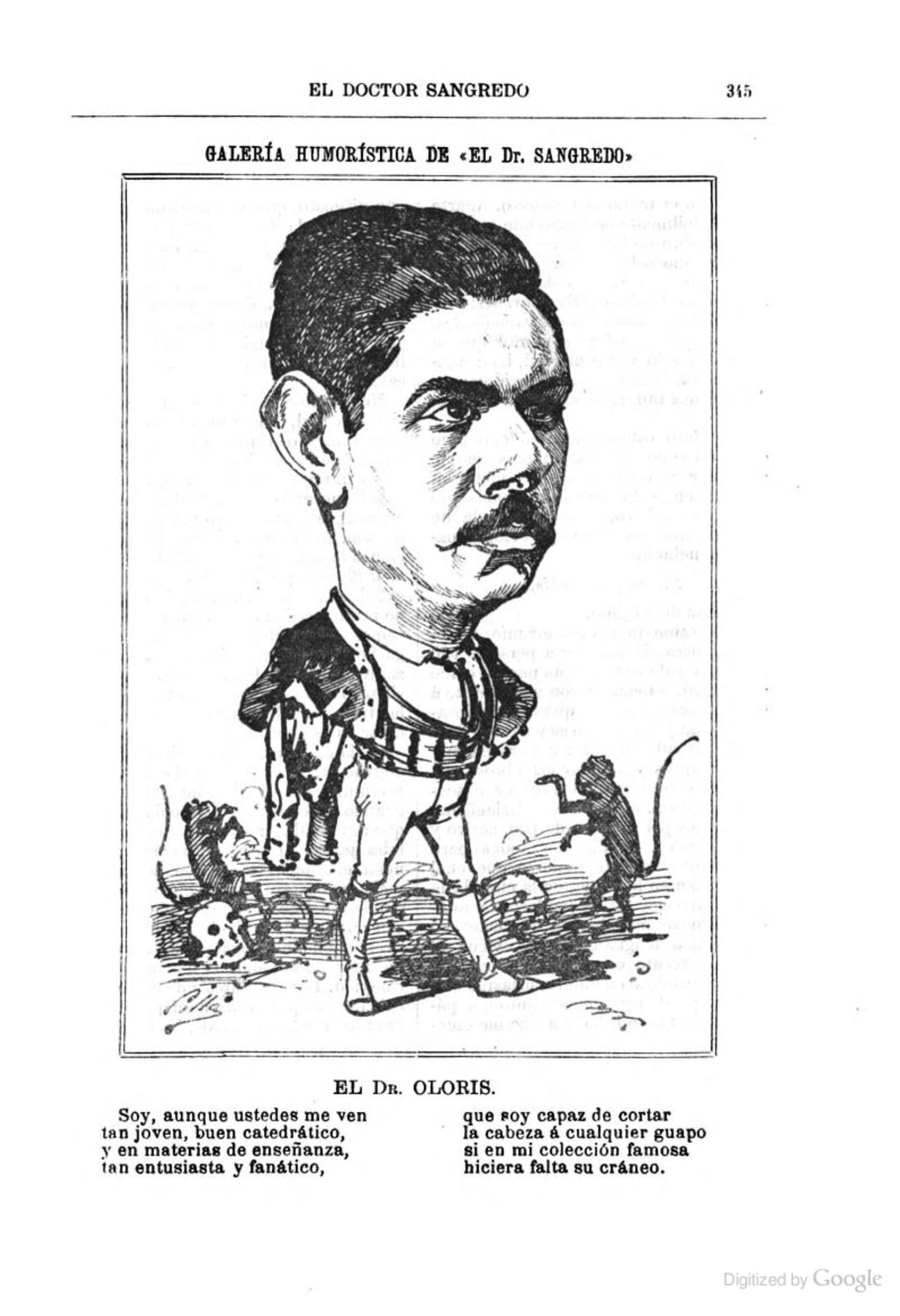
Caricaturizado por Cilla en El Dr. Sangredo (1884)

Pese a haber dedicado gran parte de su vida profesional a la ciencia pura, es una aplicación técnica la que encuentra mayor resonancia, al desarrollar una técnica pionera de dactiloscopia (identificación por huellas dactilares).

## Identificación dactilar
Creador del sistema de identificación dactilar usado en España y Portugal antes de la llegada de los sistemas informáticos, Federico Olóriz Aguilera tomó como base de su sistema de clasificación la de Vucetich, que establecía cuatro tipos de dactilogramas atendiendo al núcleo. Olóriz también agrupa a los dactilogramas en cuatro tipos fundamentales, clasificados según el delta. La ausencia o presencia del delta y su número y situación, cuando existe, determina el grupo al que pertenece. Según lo dicho, en el sistema español, cualquier dactilograma tiene que pertenecer a uno de los cuatro siguientes grupos:
- Primer tipo: A - Adeltos (sin delta)
- Segundo tipo: D - Dextrodeltos (con un delta a la derecha)
- Tercer tipo: S - Sinistrodeltos (con un delta a la izquierda)
- Cuarto tipo: V - Bideltos (con dos o más deltas)

Dado que las impresiones dactilares se muestran invertidas, es necesario acordar un convenio para determinar el lado derecho e izquierdo de la huella. Así, tradicionalmente se considera como lado derecho el del observador. Para una clasificación más detallada, Olóriz Aguilera identificó y nombró hasta 10 características propias de las huellas dactilares que ayudarían a reducir el número de comparaciones necesarias para la identificación de un individuo en una base de datos.

## Reconocimiento
Existe una avenida del Doctor Olóriz en su Granada natal y calles dedicadas al Doctor Olóriz en Madrid y las localidades granadinas de Huétor Tájar, Ogíjares y Chauchina. En Valencia, aunque parezca el mismo, el doctor valenciano fue Rafael de Olóriz Martínez, no siendo por tanto el mismo.